# 费扬古 (栋鄂氏)
费扬古（穆麟德轉寫：Fiyanggū；1645年—1701年），董鄂氏，满洲正白旗人，清朝政治人物，顺治时期的董鄂妃之弟。屢立戰功，昭莫多之戰更是以西路統帥的身分，領軍大破準噶爾部大汗噶爾丹的軍隊。後晉封一等公，官至撫遠大將軍、領侍衛內大臣，諡號襄壯。

## 生平
費揚古生於1645年，是内大臣三等伯鄂硕子。年十四，袭爵。康熙十三年（1674年），从安亲王岳乐率军徇江西讨伐吴三桂。康熙十五年（1676年），进围湖南长沙，连战连捷。康熙十八年（1679年），擢领侍卫内大臣，列议政大臣。康熙二十九年（1690年），奉命往科尔沁征兵，参赞军事，从福全讨伐噶尔丹，于乌兰布通之战击败噶尔丹。康熙三十二年（1693年），为安北将军，驻扎归化城。康熙三十四年（1695年），诏授抚远大将军，寻被康熙帝召入觐，授之以方略。康熙三十五年（1696年）二月，康熙帝诏亲征噶尔丹，三路出兵，以黑龙江将军萨布素领东路军，费扬古领西路军，振武将军孙思克、西安将军博霁从陕西出镇彝并进，康熙帝亲自督中路军从独石口出。同年五月，费扬古于昭莫多之战立功，康熙帝赐御佩櫜鞬、弓矢，命其还军。康熙四十年（1701年），随康熙帝赴索约勒济，途中生病，康熙帝驻跸一日，亲临视疾，赐费扬古御帐、蟒缎、鞍马、帑银五千，遣大臣护费扬古回京师。同年卒，赐祭葬，谥襄壮。以其子辰泰袭一等侯、兼拖沙喇哈番。文学家袁枚作《费襄壮公传》（载袁枚《小仓山房文集》卷33）。
費揚古葬北京費揚古墓。

## 家族
- 曾祖魯克素。“魯克素，正白旗人，和和理同族，世居董鄂地方，國初時同弟屯布率四百人來歸，本名倫布，太祖髙皇帝賜名魯克素，編佐領，令伊次子席爾泰統之。……又魯克素之長子席漢，由騎都尉兼佐領，……陣亡，優贈三等輕車都尉，其次子鄂碩承襲。……以鄂碩係端敬皇后父，特恩封三等伯。[鄂碩]次子費揚古，承襲擢領侍衛内大臣，授撫逺大將軍征噶爾丹。……元孫鄂爾多，原任吏部尚書”（载《八旗滿洲氏族通譜》卷8）。
- 祖父席漢，佐領，阵亡，授世袭三等輕車都尉。胞弟席爾泰，佐领。
- 父鄂碩，屡立军功，内大臣，封三等伯。
- 胞姊栋鄂氏，封顺治帝之孝献端敬皇后（又董妃、董鄂妃）。
- 子辰泰（又陳泰），袭一等侯。同辈：鄂爾多，原任吏部尚書。